# Русокастрон
Русокастрон или Русокастро е историческо селище на територията на днешното бургаско село Русокастро, община Камено, област Бургас.
В началото на ІХ век крепостта Русокастро е била възстановена от българите при строителството на граничен окоп Еркесия, свързващ Бургаския залив с река Марица.
За първи път името на Русокастро се споменава в 12 век от арабския географ Ел Идриси в неговата „География на света“, като голям и многолюден град.
Близо до Русокастро през 1332 година цар Иван Александър в Битката при Русокастро побеждава византийския император Андроник III. Това е последната българска победа преди падането на България под османско господство.
Голяма част от крепостта е разрушена по време на проведеното тук през 1982 година международно учение „Щит-82“.